# Poliça
Poliça (häufig auch geschrieben als Polica) ist eine US-amerikanische Indie-Rock-Band aus Minneapolis, deren Sound durch Elektro und R&B beeinflusst ist. Klangliche Besonderheiten ergeben sich vor allem durch den parallelen Einsatz von zwei Schlagzeugen. Die Band wurde 2011 von Ryan Olson und Channy Leaneagh gegründet.

## Name der Band
Channy Leaneagh gab in einem Interview an, dass die Band einen einzigartigen Namen tragen wollte und dass er von einer Computerdatei stamme, die nach einem Absturz und Neustart ihres Rechners diese Bezeichnung trug.
The Guardian gibt dagegen an, es handele sich um ein polnisches Wort, das dringende Handlung bedeute.
Eine weitere Quelle gibt an, dass Channy Leaneagh in einem Interview gesagt habe, es sei das polnische Wort für Politik und sie sehe es als Symbol der Zusammengehörigkeit der Musikerkollegen. Allerdings sind beide Angaben nicht korrekt. Die polnische Übersetzung für dringende Handlung lautet pilna akcja und für Politik polityka. Außerdem ist der Buchstabe ç kein Bestandteil des polnischen Alphabetes.

## Erstes Album
Das erste Album mit dem Namen Give You the Ghost wurde in den USA am 14. Februar 2012 veröffentlicht. In Deutschland erschien das Album am 11. Mai 2012.
Justin Vernon gab im Rolling Stone an, es sei die beste Band, die er je gehört habe („They’re the best band I’ve ever heard.“).

## Diskografie

### Alben
- 2012: Give You the Ghost
- 2013: Shulamith
- 2016: United Crushers
- 2018: Music for the Long Emergency (mit Stargaze)
- 2020: When We Stay Alive
- 2022: Madness

### Singles
- 2012: Dark Star
- 2012: Wandering Star
- 2012: Lay Your Cards Out
- 2013: Form
- 2013: Tiff
- 2013: Chain My Name